# دو دختر و یک مرد
دو دختر و یک مرد (انگلیسی: Two Girls and a Guy) یک فیلم سینمایی آمریکایی در ژانر کمدی-درام محصول سال ۱۹۹۷ به کارگردانی و نویسندگی جیمز توباک با بازی رابرت داونی جونیور، هدر گراهام و ناتاشا گرکسون واگنر است.

## داستان
دو دختر به نامهای «کارلا» و «لو» در حالی که در مکانی یکسان منتظر دوست پسرهایشان هستند، با یکدیگر آشنا می‌شوند. طولی نمی‌کشد که آنها می‌فهمند هردو شان منتظر مردی یکسان بنام «بلیک» هستند که یک بازیگر جوان است…